# 경산 자인의 계정숲
경산자인의계정숲(慶山慈仁의桂亭숲)은 대한민국 경상북도 경산시 자인면 구릉지에 남아있는 천연숲이다. 1997년 12월 1일 경상북도의 기념물 제123호로 지정되었다.

## 개요
경산 자인의 계정(桂亭)숲은 구릉지에 남아있는 천연숲으로 경상북도는 물론 우리나라에서도 보기 드문 자연숲이다.
현재 숲은 이팝나무가 주종을 이루며, 말채나무, 느티나무, 참느릅나무 등이 함께 자라고 있다. 계정숲 안에는 한장군의 묘와 사당, 한장군놀이 전수회관이 있고, 조선시대의 전통 관아인 자인현청의 본관이 보존되어 있다.
경산 자인의 계정숲은 과거 경산시 일대에 어떤 나무들이 있었는지를 말해 주는 자연유적지이며, 우리 조상들의 자연사랑과 보호의 사상을 엿볼 수 있는 숲이다. 또한 우리나라에서 보기 드문 천연숲으로 기념물로 지정하여 보호하고 있다.

## 참고 자료
- 경산자인의계정숲 - 국가유산청 국가유산포털